# Choreograaf

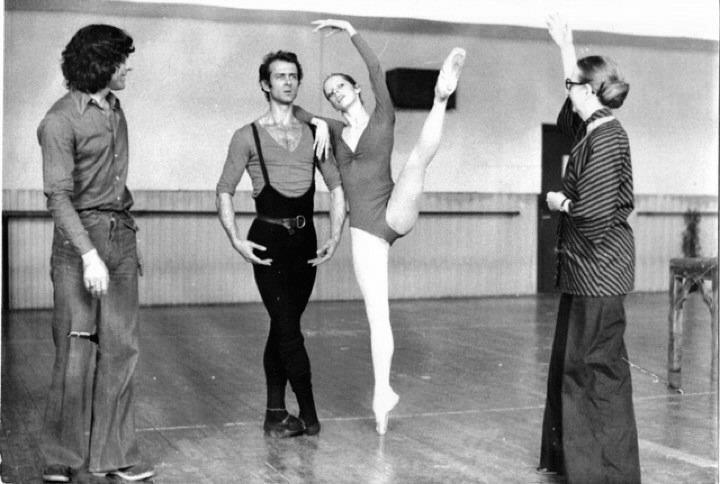
De Zweedse choreografe Birgit Cullberg rechts instrueert enkele dansers. 1978

Een choreograaf of choreografe is iemand die een choreografie, een dans of een uit te voeren beweging ontwerpt. Dit kan zowel op een ballet betrekking hebben als op het uitvoeren door artiesten op het podium van veel andere theatervoorstellingen. De acteurs in een opera worden bijvoorbeeld door een choreograaf begeleid.

## Choreografen
- Lijst van choreografen